# Mustafa Aranitasi
Mustafa Aranitasi też jako: Mustafa Elmazi (ur. 12 kwietnia 1872 we wsi Aranitas, Okręg Mallakastra, zm. 26 kwietnia 1961 w Tiranie) – albański polityk i wojskowy, minister wojny w latach 1923-1924.

## Życiorys
Uczył się w Akademii Wojskowej w Stambule, a następnie kontynuował studia w Austrii. W lipcu 1913 otrzymał awans na majora i został skierowany do jednego z garnizonów w Albanii. W tym czasie współpracował z Ismailem Qemalem i brał udział w tworzeniu pierwszych jednostek żandarmerii albańskiej
W latach 1915–1916 dowodził żandarmerią w okręgu Mirdita. W latach 1916–1918 dowodził batalionem albańskim w służbie austro-węgierskiej. W 1919 został przeniesiony do Elbasanu, a rok później objął dowództwo nad regimentem stacjonującym w Tiranie. W latach 1922–1923 w stopniu pułkownika przewodził Sądowi Wojskowemu w Tiranie. W 1923 startował bez powodzenia w wyborach do parlamentu.
W sierpniu 1923 objął stanowisko ministra wojny, które sprawował do zamachu stanu w czerwcu 1924. 1 czerwca 1924 objął stanowisko dowódcy oddziałów rządowych na południu kraju, które miały prowadzić działania przeciwko oddziałom rebeliantów, wiernych Fanowi Noli. Po zwycięstwie rebelii opuścił kraj, a sąd wojskowy skazał go na karę dożywotniego pozbawienia wolności. Uniewinniony po powrocie do władzy Ahmeda Zogu, awansowany na stopień pułkownika objął stanowisko przewodniczącego sądu wojskowego. W 1927 przeszedł w stan spoczynku.
W czasie okupacji włoskiej, a następnie niemieckiej nie angażował się w działalność polityczną, ani wojskową, borykając się z problemami zdrowotnymi. 21 listopada 1944 został aresztowany przez władze komunistyczne, ale wkrótce potem go zwolniono. W 1946 wraz z rodziną został usunięty z Tirany, a następnie internowany przez władze komunistyczne we wsi Çerme k. Lushnji. W 1961 ciężko zachorował i został przewieziony do szpitala w Tiranie, gdzie zmarł.
Imię Aranitasiego nosi jedna z ulic w południowej części Tirany, w 2011 otrzymał tytuł Honorowego Obywatela Ballshu.